# Rebecca Creskoff
Rebecca Creskoff (* 1. Februar 1971 in Philadelphia, Pennsylvania) ist eine US-amerikanische Schauspielerin.

## Leben und Karriere
Rebecca Creskoff wurde in Philadelphia als jüngste von zwei Töchtern des Anwalts und späteren Firmeninhabers Howard Creskoff, der russisch-jüdischer Abstammung ist, und der Ladeninhaberin Jane Creskoff in Philadelphia geboren. Sie wurde im jüdischen Glauben erzogen. Nach dem Schulabschluss besuchte sie zunächst die University of Philadelphia. Nachdem sie den Entschluss fasste Schauspielerin zu werden, wechselte sie auf die New York University, die sie mit einem Master of Fine Arts abschloss.
Creskoff übernahm 1998 im Independentfilm Finding North ihre erste Schauspielrolle vor der Kamera. Nach Gastrollen in The West Wing – Im Zentrum der Macht und Practice – Die Anwälte, war sie von 2002 bis 2003 als Elizabeth Tiant in der Serie Greetings from Tucson zu sehen. Im darauffolgenden Jahr wurde sie für die Serie Quintuplets in einer Hauptrolle besetzt, die wie zuvor Greetings from Tucson nach bereits einer Staffel wieder eingestellt wurde. Von 2005 bis 2006 spielte sie eine Nebenrolle als Jennifer Miller in der Serie Girlfriends. Anschließend trat sie in den Serien The New Adventures of Old Christine, Terminator: The Sarah Connor Chronicles, Party Down, Hannah Montana und Desperate Housewives in Gastrollen auf. von 2009 bis 2010 war sie in Jonas L.A. in einer Nebenrolle zu sehen.
Von 2009 bis 2011 gehörte Creskoff als Lenore Bernard zur Hauptbesetzung der Serie Hung – Um Längen besser. Weitere Auftritte folgten in Parenthood, Justified, Love Bites, Lass es, Larry! und How I Met Your Mother. Als Barbara Katz spielte sie eine kleine Rolle in Mad Men. 2014 war sie als Christine Heldens in einer Nebenrolle in der zweiten Staffel der Serie Bates Motel zu sehen. 2019 übernahm sie als Melba Locklear eine wiederkehrende Rolle in der dritten Staffel von Claws. Zudem hatte sie in der Serie Single Parents, die zwischen 2018 und 2020 lief, in 4 Episoden als Big Red Gastauftritte.

## Persönliches
In Philadelphia lernte Creskoff 2012 während eines Blinddates, vermittelt durch ihre Schwester, den Fruchtbarkeitsarzt Dr. Glassner kennen. Sie heirateten im April in Mexiko. Im November 2012 gebar Creskoff mit 41 Jahren eine Tochter. 2016 wurde ein Sohn geboren. Ihr Ehemann brachte vier Kinder aus einer vergangenen Beziehung mit in die Ehe. Sie leben heute abwechselnd in New York City und in Longport, in New Jersey. Creskoff hat zwei Nichten und einen Neffen.

## Filmografie (Auswahl)
- 1998: Finding North
- 1998, 2010: Law & Order (Fernsehserie, 2 Episoden)
- 1999, 2019: Law & Order: Special Victims Unit (Fernsehserie, 2 Episoden)
- 2000: The West Wing – Im Zentrum der Macht (The West Wing, Fernsehserie, Episode 2x03)
- 2000: Practice – Die Anwälte (Practice, Fernsehserie, 3 Episoden)
- 2001: Friends and Family
- 2001: Kristin (Fernsehserie, Episode 1x02)
- 2002–2003: Greetings from Tucson (Fernsehserie, 22 Episoden)
- 2003: Phil at the Gate (Fernsehfilm)
- 2003–2004: Quintuplets (Fernsehserie, 22 Episoden)
- 2005–2006: Girlfriends (Fernsehserie, 6 Episoden)
- 2006: The New Adventures of Old Christine (Fernsehserie, Episode 1x10)
- 2007–2015: Mad Men (Fernsehserie, 3 Episoden)
- 2008: Terminator: The Sarah Connor Chronicles (Fernsehserie, Episode 2x12)
- 2008–2009: Hannah Montana (Fernsehserie, 2 Episoden)
- 2009: Party Down (Fernsehserie, Episode 1x01)
- 2009: Navy CIS (NCIS, Fernsehserie, Episode 6x19)
- 2009–2010: Jonas L.A. (Jonas, Fernsehserie, 5 Episoden)
- 2009–2011: Hung – Um Längen besser (Hung, Fernsehserie, 28 Episoden)
- 2010: Desperate Housewives (Fernsehserie, Episode 7x03)
- 2010: Knucklehead – Ein bärenstarker Tollpatsch (Knucklehead)
- 2010–2011: Parenthood (Fernsehserie, 2 Episoden)
- 2011: I Melt with You
- 2011: Justified (Fernsehserie, 3 Episoden)
- 2011: Love Bites (Fernsehserie, Episode 1x07)
- 2011: Lass es, Larry! (Curb Your Enthusiasm, Fernsehserie, Episode 8x04)
- 2012: How I Met Your Mother (Fernsehserie, Episode 7x15)
- 2013: The Suspect
- 2014: Girltrash: All Night Long
- 2014: Bates Motel (Fernsehserie, 5 Episoden)
- 2017: Untitled Kourtney Kang Project (Fernsehfilm)
- 2018–2020: Single Parents (Fernsehserie, 4 Episoden)
- 2019: Claws (Fernsehserie, 9 Episoden)
- 2020: Find a Way or Make One (Miniserie, Episode 1x06)
- 2024: ClearMind
- 2024: Feud (Fernsehserie, Episode 2x01)
- 2024: Elsbeth (Fernsehserie, Episode 1x03)
- 2025: Echo Valley